# 715 (numero)
Settecentoquindici (715) è il numero naturale dopo il 714 e prima del 716.

## Proprietà matematiche
- È un numero dispari.
- È un numero composto con 8 divisori: 1, 5, 11, 13, 55, 65, 143, 715. Poiché la somma dei suoi divisori (escluso il numero stesso) è 293 < 715, è un numero difettivo.
- È un numero sfenico.
- È un numero pentagonale.
- È parte delle terne pitagoriche  (176, 693, 715), (275, 660, 715), (363, 616, 715), (429, 572, 715), (120, 715, 725), (624, 715, 949), (715, 792, 1067), (715, 1428, 1597), (715, 1716, 1859), (715, 2052, 2173), (715, 3900, 3965), (715, 4620, 4675), (715, 10212, 10237), (715, 19656, 19669), (715, 23232, 23243), (715, 51120, 51125), (715, 255612, 255613).
- È un numero palindromo e un numero a cifra ripetuta nel sistema di numerazione posizionale a base 21 (1D1).
- È un numero malvagio.

## Astronomia
- 715 Transvaalia è un asteroide della fascia principale del sistema solare.
- NGC 715 è una galassia della costellazione della Balena.

## Astronautica
- Cosmos 715 è un satellite artificiale russo.

## Altri ambiti
- La strada statale 715 Siena-Bettolle (SS 715) è una strada statale italiana che collega la città di Siena con l'A1.